# ジョルジュ・ユルバン

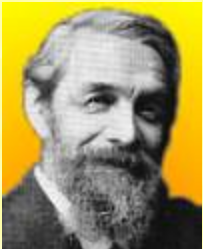
ジョルジュ・ユルバン

ジョルジュ・ユルバン（Georges Urbain、1872年4月12日- 1938年11月5日）はフランスの化学者。1907年ルテチウムを発見した。
パリで生まれた。パリで化学を学び、特に希土類元素の研究を行った。1908年からソルボンヌ大学の化学の教授になった。1907年、新元素を発見し、出身地パリの古名から ルテチウムと命名した。ルテチウムについてはオーストリアのカール・ヴェルスバッハもほぼ同時期に発見している。
1911年にもハフニウムに相当する新元素を発見したと考え、セルチウム（celtium）と命名したが認められなかった。
絵を描き、彫刻をおこない、ピアノを弾き、作曲もする多才な趣味人であり、『アリストクセノスの墓』（Le tombeau d'aristoxène, essai sur la musique. Paris, 1924）と題する音楽様式史の著作もあり、同書ではドビュッシーやストラヴィンスキーのような当時最新の音楽の譜例を豊富に挿入している。ユルバンの作曲した作品について、ユルバンの門人柴田雄次の一人息子である柴田南雄は「素人の作曲によくある、ひじょうに音符の混み合った、弾きにくい曲で、ドビュッシーとルッセルを一緒にしたようなスタイルだが、とにかく一応はピアノ曲らしく鳴る曲」と評している。